# Liste der Bau- und Bodendenkmale im Landkreis Barnim

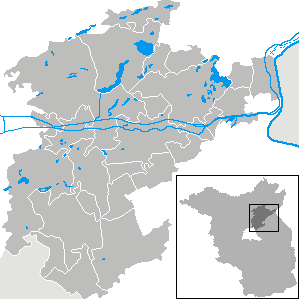
Karte des Landkreises Barnim

Die Liste der Bau- und Bodendenkmale im Landkreis Barnim enthält die Kulturdenkmale (Bau- und Bodendenkmale) im Landkreis Barnim. Grundlage der Einzellisten sind die in den jeweiligen Listen angegebenen Quellen. Die Angaben in den einzelnen Listen ersetzen nicht die rechtsverbindliche Auskunft der zuständigen Denkmalschutzbehörde.

## Aufteilung
Wegen der großen Anzahl von Kulturdenkmalen im Landkreis Barnim ist diese Liste in Teillisten nach den Städten und Gemeinden aufgeteilt. 
| Stadt/Gemeinde     | Karte | Denkmallisten                 | Bild eines Denkmals      |
| ------------------ | ----- | ----------------------------- | ------------------------ |
| Ahrensfelde        |       | - Baudenkmale - Bodendenkmale | Kirche Ahrensfelde       |
| Althüttendorf      |       | - Baudenkmale - Bodendenkmale | Windmühle Althüttendorf  |
| Bernau bei Berlin  |       | - Baudenkmale - Bodendenkmale | Stadtbefestigung         |
| Biesenthal         |       | - Baudenkmale - Bodendenkmale | Kirche Biesenthal        |
| Breydin            |       | - Baudenkmale - Bodendenkmale | Kirche Tuchen            |
| Britz              |       | - Baudenkmale - Bodendenkmale | Kirche                   |
| Chorin             |       | - Baudenkmale - Bodendenkmale | Kloster Chorin           |
| Eberswalde         |       | - Baudenkmale - Bodendenkmale | Montagekran              |
| Friedrichswalde    |       | - Baudenkmale - Bodendenkmale | Taubenturm               |
| Hohenfinow         |       | - Baudenkmale - Bodendenkmale | Kirche                   |
| Joachimsthal       |       | - Baudenkmale - Bodendenkmale | Kaiserbahnhof            |
| Liepe              |       | - Baudenkmale - Bodendenkmale | Dorfkirche               |
| Lunow-Stolzenhagen |       | - Baudenkmale - Bodendenkmale | Kirche Stolzenhagen      |
| Marienwerder       |       | - Baudenkmale - Bodendenkmale | Kirche Marienwerder      |
| Melchow            |       | - Baudenkmale - Bodendenkmale | Schmiede                 |
| Niederfinow        |       | - Baudenkmale - Bodendenkmale | Schiffshebewerk          |
| Oderberg           |       | - Baudenkmale - Bodendenkmale | Raddampfer               |
| Panketal           |       | - Baudenkmale - Bodendenkmale | Kirche Zepernick         |
| Parsteinsee        |       | - Baudenkmale - Bodendenkmale | Vorlaubenhaus Lüdersdorf |
| Rüdnitz            |       | - Baudenkmale - Bodendenkmale | Dorfkirche               |
| Schorfheide        |       | - Baudenkmale - Bodendenkmale | Askanierturm             |
| Sydower Fließ      |       | - Baudenkmale - Bodendenkmale | Dorfkirche Sydow         |
| Wandlitz           |       | - Baudenkmale - Bodendenkmale | Gartenpavillon           |
| Werneuchen         |       | - Baudenkmale - Bodendenkmale | Gutshaus                 |
| Ziethen            |       | - Baudenkmale - Bodendenkmale | Kirche Groß Ziethen      |